# فرانس بوميستر
فرانس بوميستر (بالهولندية: Frans Bouwmeester)‏ هو لاعب كرة قدم هولندي في مركز نصف الجناح، ولد في 19 مايو 1940 في بريدا في هولندا. شارك مع منتخب هولندا لكرة القدم. أما مع النوادي، فقد لعب مع ريسنغ وايت ديرنغ مولنبيك وفاينورد ونادي دوردريخت وناك بريدا.

## وصلات خارجية
- فرانس بوميستر على موقع قاعدة بيانات كرة القدم.إي يو (الإنجليزية)
- فرانس بوميستر على موقع ناشيونال فوتبول تيمز (الإنجليزية)
- فرانس بوميستر على موقع Soccerway.com (الإنجليزية)
- فرانس بوميستر على موقع عالم كرة القدم.نت (الإنجليزية)